# Tsivilsk
Tsivilsk (ryska: Циви́льск; tjuvasjiska: Çĕрпӳ, Śĕrpü) är en stad i Tjuvasjien i Ryssland. Folkmängden uppgår till cirka 14 000 invånare.